# Aeroportul Dalma
Aeroportul Dalma (IATA: ZDY, ICAO: OMDL) este un aeroport din Emiratele Arabe Unite ce deservește zona Dalma⁠(d). A fost numit după zona deservită.
Situat la o altitudine de 9 m, aeroportul dispune de 1 pistă. Este operat de Abu Dhabi Airports⁠(d).

## Infrastructură

### Piste
Aeroportul dispune de o singură pistă. Pista are orientarea 17/35. 